# Савельев, Игорь Владимирович (футболист)
Игорь Владимирович Савельев (18 сентября 1962, Казань) — советский и украинский футболист, защитник и полузащитник, тренер.

## Биография
Начал заниматься футболом в Казани под руководством отца, затем — в школе казанского «Рубина». На взрослом уровне дебютировал в 1980 году в составе «Рубина» во второй лиге, провёл в команде два сезона. В конце 1981 года выступал за сборную РСФСР на турнире «Переправа», где был замечен селекционером киевского «Динамо» Анатолием Сучковым.
В 1982 году перешёл в киевское «Динамо», в команде стал вторым игроком из Татарстана после Виктора Колотова. В первом сезоне играл только за дубль и стал чемпионом СССР среди дублирующих составов. В 1983 году провёл восемь матчей в высшей лиге. Дебютный матч за киевлян сыграл 3 мая 1983 года против минского «Динамо».
Сезон 1984 года провёл в первой лиге за «Таврию», затем два с половиной сезона выступал за одесский «Черноморец», вместе с ним по итогам сезона 1986 года вылетел в первую лигу. Участник легендарных матчей в Кубке УЕФА против немецкого «Вердера» (2:1, 2:3), во втором матче был удалён с поля из-за конфликта с немецким игроком, который оскорбил его. В 1987 году получил травму колена, из-за неё пропустил восемь месяцев. В 1988 году перешёл в «Нистру» (Кишинёв) и в том же году стал победителем зонального турнира второй лиги. В последних двух сезонах чемпионата СССР снова играл за «Черноморец». В 1990 году в составе «моряков» стал обладателем Кубка Федерации.
В 1991 году уехал выступать за границу. Играл в высших лигах Венгрии и Молдавии, а также в низших дивизионах Бельгии, Финляндии и Швеции.
В 1996 году вернулся на Украину и стал выступать за «Портовик» (Ильичёвск). Дважды отлучался из клуба — в сезоне 1997/98 играл в первой лиге Молдавии за «Шериф» и стал победителем турнира, а в сезоне 1998/99 сыграл один матч в чемпионате Азербайджана за «Нефтчи» и стал бронзовым призёром.
В 1998 году вошёл в тренерский штаб «Портовика», а в 1999—2002 годах работал главным тренером клуба, в том числе до 2001 года — играющим тренером. Затем несколько лет возглавлял любительские команды. С 2007 года работает директором ДЮСШ «Олимпик» (Ильичёвск/Черноморск).

## Личная жизнь
Отец, Владимир Борисович (род. 1940), тоже был футболистом, выступал в высшей лиге за «Крылья Советов» (Куйбышев).